# El síndrome de China
El síndrome de China (título original: The China Syndrome) es una película de James Bridges de 1979, que fue interpretada por Jack Lemmon, Jane Fonda y Michael Douglas. Fue escrita por Mike Gray, T. S. Cook y James Bridges.
Narra la historia de una reportera y un camarógrafo que descubren encubrimientos de seguridad en un reactor nuclear. Fue nominada a varios premios Óscar y resultó candidata a la Palma de Oro en el Festival de Cannes de 1979.

## Argumento
El título hace referencia al concepto de que si el núcleo de un reactor nuclear se fundiera, estando el reactor ubicado en Estados Unidos, este teóricamente atravesaría verticalmente la Tierra hasta llegar a China (véase síndrome de China). China es una metáfora, ya que las antípodas de EE. UU. están en el océano Índico.
Al hacer un reportaje rutinario sobre el funcionamiento de una central nuclear, una reportera de televisión, Kimberly Wells, y su fotógrafo Richard Adams se vuelven por casualidad testigos de un accidente nuclear en esa central. Pronto descubren también, que se hace todo lo posible para encubrirlo. El responsable de la planta, Jack Godell, que nota algo raro en ese accidente, descubre el por qué. La compañía ha encubierto por razones económicas, que las soldaduras del reactor nuclear no están seguras. Para ello falsificaron las radiografías de esas soldaduras. También es consciente de que eso puede poner en peligro a todo el sur de California, si las soldaduras fallan y se rompe por ello una tubería, lo que incluso puede significar el síndrome de China, cosa que contaminaría toda esa área dejándola completamente inhabitable.
Jack, tras tener un conflicto interno al respecto, está finalmente decidido a sacarlo a la luz con la ayuda de Kimberly y de Richard. Por ello contacta con ellos para hacerlo posible. Sin embargo la compañía está dispuesto a mantener el encubrimiento a toda costa aunque eso signifique matar por el camino. Mientras tanto también quieren reactivar el reactor otra vez después de que se haya concluido una investigación gubernamental acerca del accidente y ponerlo a plena potencia. Jack teme por ello una catástrofe nuclear. 
Por ello coge por la fuerza el control de la planta para detenerlos y también para conseguir así atraer a la prensa hacia el lugar para sacar todo a la luz, ya que otro intento suyo falló por las actuaciones delictivas de la compañía, que robaron las pruebas que encontró y que quiso enviar a ambos a través de un mensajero causando para ello un accidente de coche contra el mensajero que los iba a enviar para conseguirlo. 
Sin embargo la compañía quiere evitarlo a toda costa, logran entrar en el centro de mando y matarlo paralizando para ello el reactor cuasando así casi el síndrome de China. Luego tratan de desacreditarlo, pero Ted Spindler, una amigo suyo, se rebela y se encarga con su declaración a la prensa que ocurra ahora una investigación profunda del reactor desabaratando completamente así los planes de la empresa de volver a encubrirlo todo.

## Reparto
- Jane Fonda: Kimberly Wells
- Jack Lemmon: Jack Godell
- Michael Douglas: Richard Adams
- Scott Brady: Herman De Young
- James Hampton: Bill Gibson
- Peter Donat: Don Jacovich
- Wilford Brimley: Ted Spindler
- Richard Herd: Evan McCormack
- Daniel Valdez: Hector Salas
- Stan Bohrman: Pete Martin
- Donald Hotton: Dr. Lowell
- Michael Alaimo: Greg Minor
- Khalilah Ali: Marge

## Producción

### Desarrollo
El primer guion ya fue hecho a mediados de los 70. En 1976 fue presentado a Michael Douglas y tras 2 meses de deliberaciones, él finalmente, motivado por su éxito como productor en Alguien voló sobre el nido del cuco (1975), decidió hacer la producción lo más rápidamente posible.

### Casting
Cuando propusieron a Jane Fonda el papel de la periodiosta Kimberly Wells, ella lo aceptó de inmediato. Al principio Richard Dreyfuss fue elegido para interpretar al camarógrafo, pero se retiró poco antes de que comenzara la filmación. Por ello Michael Douglas tomó el papel en su lugar. También caba destacar que se le ofreció a Jack Nicholson el papel de Jack Godell, pero tuvo que rechazar, ya que estaba ocupado filmando El resplandor (1980). Adicionalmente se lo propusieron a Robert Redford, pero él también lo rechazó. De esa manera lo recibió Jack Lemmon.

### Rodaje
La obra cinematográfica fue rodada en diversos lugares de California. Cabe destacar al respecto que las escenas de la central nuclear fueron rodadas en una planta de energía eléctrica en El Segundo, cercano a Los Ángeles. Finalmente hay que añadir que el rodaje tuvo obstáculos, ya que el Departamento de Energía no quería colaborar en hacer la película. Aun así pudo recrearse el centro de control de una planta nuclear fotografiando para ello una de una planta nuclear en Oregón para recrearla luego en Hollywood.

### Música
Una vez terminada la película, el director James Bridges quedó tan impresionado por la solidez de las interpretaciones de los actores que decidió no apoyarlas con música, dejando que todo el peso de la tensión dramática descansara en sus actores. De esa manera la música es casi inexistente en la película. En esa decisión también fue apoyado por Michael Douglas, que quería introducir con ello un realismo crudo en la película.

## Recepción
La película fue estrenada el 16 de marzo de 1979, sólo doce días antes del accidente de Three Mile Island. El accidente de la planta de energía nuclear Three Mile Island ayudó a convertir este filme en un éxito de taquilla. En España fue estrenada el 8 de octubre de 1979. Según El País, la película es una excelente intriga catastrofista dirigida con suma corrección por James Bridges y que se cimentó, sobre todo, en un trabajo interpretativo realmente sobresaliente. También tiene, en su opinión, abundantes dosis de imaginación y de suspense. Según el ABC, la buena película tiene interpretaciones tan sólidas que el director, James Bridges, decidió no apoyarlas con música, dejando que todo el peso de la tensión dramática descansara en sus actores.
La producción cinematográfica desempeñó un papel importante en el fracaso de los ambiciosos planes pro nucleares de la época en la que se rodó, como parte central del imaginario antinuclear que se extendió en su país de origen y por el resto del mundo.

## Premios

### Oscar 1979
| Categoría                 | Persona                              | Resultado  |
| ------------------------- | ------------------------------------ | ---------- |
| Mejor Actor               | Jack Lemmon                          | Candidato  |
| Mejor Actriz              | Jane Fonda                           | Candidata  |
| Mejor Guion Original      | Mike Gray T.S. Cook James Bridges    | Candidatos |
| Mejor Dirección Artística | George C. Jenkins Arthur Jeph Parker | Candidatos |

### Festival de Cannes
| Año  | Categoría             | Persona       | Resultado |
| ---- | --------------------- | ------------- | --------- |
| 1979 | Palma de Oro          | James Bridges | Candidato |
| 1979 | Premio al mejor actor | Jack Lemmon   | Ganador   |

### Otros premios
- 1979: Globos de Oro: 5 nominaciones, incluyendo mejor película - Drama
- 1979: Premios BAFTA: Mejor actor (Lemmon) y mejor actriz (Fonda) y 4 nominaciones
- 1979: Sindicato de Directores (DGA): Nominada a Mejor director
- 1979: Sindicato de Guionistas (WGA): Mejor guion original drama
- 1979: Premios David di Donatello: Mejor actor extranjero (Jack Lemmon)